# Songs the Lord Taught Us
Songs the Lord Taught Us — дебютный студийный альбом американской рок-группы The Cramps, изданный в 1980 году лейблами I.R.S. Records (в США) и Illegal Records (в Великобритании).

## Стиль и отзывы
Музыкальный критик Нед Рэггетт в своей рецензии на сайте Allmusic.com высоко оценил альбом, назвав его «одной из немногих записей нео-рокабилли, достойной этого имени» и охарактеризовав его стиль как сочетание «безжалостных» ударных партий, экспрессивного вокала и «рычащего» гитарного звука.
Рецензенты из журнала Trouser Press своеобразно описали диск, сравнив его с «безумным вызовом демонов» и указав на его стилистическое сходство с хоррор-панком. Они также отметили «рудиментарность» ритм-секции и «монотонность» вокала.

## Список композиций
Все песни написаны Люксом Интериором и Пойзон Айви Роршах, за исключением отмеченных.

### Сторона «А»
1. T.V. Set — 3:12
2. Rock on the Moon (Burden) — 1:53
3. Garbageman — 3:37
4. I Was a Teenage Werewolf — 3:03
5. Sunglasses After Dark (Rorschach, Interior, Rosalind Michelle Pullens, Wray Sr.) — 3:47
6. The Mad Daddy — 3:48

### Сторона «Б»
1. Mystery Plane — 2:43
2. Zombie Dance — 1:55
3. What’s Behind the Mask? — 2:05
4. Strychnine (G. Roshie) — 2:24
5. I’m Cramped (The Cramps) — 2:37
6. Tear It Up (Johnny Burnette, Dorsey Burnette, Paul Burlinson) — 2:32
7. Fever (John Davenport, Eddie Cooley) — 4:17

### Бонус-треки на переиздании
1. I Was a Teenage Werewolf (With False Start) (Original Mix) — 4:48
2. Mystery Plane (Original Mix) — 2:39
3. Twist and Shout — 2:32
4. I’m Cramped (Original Mix) — 2:37
5. The Mad Daddy (Original Mix) — 3:15

- Песни 14-18 ранее не издавались.

## Участники записи
- Люкс Интериор — вокал
- Пойзон Айви Роршах — гитара
- Брайан Грегори — гитара
- Ник Нокс — ударные
- Букер C — орган на «Fever»